# Kamaitachi (cantor)
Rafael da Cruz Gonçalves (24 de março de 1999) é um cantor e compositor brasileiro, com nome artístico de K a m a i t a c h i.
O nome "Kamaitachi" vem do Yōkai (criaturas do folclore japonês) epônimo, um demônio representado pela imagem de uma doninha.
Kamaitachi teve o auge de sua carreira com o álbum homem torto, esse qual foi formado por músicas com letras peculiares, citando entidades como o próprio que deu nome ao álbum, contando histórias como com a música cabelos arco-íris e 6balas, essa segunda tendo recebido uma continuação em 2023, chamado 6balas (ato II).

## Biografia
Rafael Gonçalves, nascido e criado em Campo Grande na cidade de Rio de Janeiro, conhecido pelo nome artístico Kamaitachi, começou a escrever desde os 12 anos de idade, produzindo pequenos contos baseados em histórias fictícias. Em 2015, iniciou sua carreira musical, inicialmente em uma banda chamada "Sala 31" junto de seus amigos de escola. Em 2017, ingressou em sua carreira solo, mais especificamente em 17 de dezembro, com sua primeira composição nomeada "chuvadesexta.gif".

## Discografia

### Álbuns
- Homem Torto (2017) [5][8]

| Lista de faixas |                                                                            |         |  |
| N.º             | Título                                                                     | Duração |  |
| 1.              | "6Balas"                                                                   | 3:06    |  |
| 2.              | "Ave Expurgo"                                                              | 2:11    |  |
| 3.              | "BotasVerdesDeNeon.jpg"                                                    | 2:18    |  |
| 4.              | "Cabelos Arco-íris"                                                        | 1:45    |  |
| 5.              | "Carrinho de Madeira"                                                      | 5:13    |  |
| 6.              | "ChuvaDeSexta.gif"                                                         | 1:52    |  |
| 7.              | "Homem Torto"                                                              | 3:48    |  |
| 8.              | "Manual do Suicidio" (Deletada em algum momento na segunda metade de 2023) | 2:39    |  |
| 9.              | "NoivaCadáver.mp3"                                                         | 1:43    |  |
| 10.             | "ReiDosRatos"                                                              | 4:40    |  |
| 11.             | "Robert Johnson (Sinfonia do Inferno)"                                     | 4:41    |  |
| 12.             | "SuperHeroina.png"                                                         | 3:44    |  |
| 13.             | "TristeSatan.exe"                                                          | 1:05    |  |
| Duração total:  | Duração total:                                                             | 38:45   |  |

- Festa (2023) [9]

| Lista de faixas |                              |         |  |
| N.º             | Título                       | Duração |  |
| 1.              | "Festa"                      | 3:06    |  |
| 2.              | "Às Cegas do Monte"          | 3:02    |  |
| 3.              | "Carnaval"                   | 3:07    |  |
| 4.              | "Clarice" (Ft. Maraia Takai) | 3:20    |  |
| 5.              | "O Sono de Emily"            | 4:03    |  |
| 6.              | "Chuva de Sábado"            | 2:53    |  |
| 7.              | "O Cravo e a Rosa"           | 3:21    |  |
| 8.              | "Canoa" (Ft. Lagum)          | 3:06    |  |
| 9.              | "Cuida"                      | 2:41    |  |
| 10.             | "Sexta"                      | 2:41    |  |
| 11.             | "O Conto do Pássaro"         | 2:59    |  |
| Duração total:  | Duração total:               | 34:19   |  |

### Singles[10]
- 2018

| Lista de faixas |                                                                                   |         |  |
| N.º             | Título                                                                            | Duração |  |
| 0.              | "Manual do Suicídio, Pt. 2" (Deletada em algum momento na segunda metade de 2023) | 2:58    |  |
| 1.              | "Café das 6"                                                                      | 4:03    |  |
| 2.              | "Moby Dick"                                                                       | 4:04    |  |
| 3.              | "Chalé em Alaska"                                                                 | 2:56    |  |
| 4.              | "Chamas Da Vida"                                                                  | 3:28    |  |
| 5.              | "Vermelho Vibrante"                                                               | 3:36    |  |

- 2019

| Lista de faixas |                                 |         |  |
| N.º             | Título                          | Duração |  |
| 1.              | "Rainha dos Bichos da Floresta" | 2:34    |  |
| 2.              | "Antes e Depois da Tempestade"  | 4:38    |  |
| 3.              | "Morgana"                       | 2:50    |  |
| 4.              | "Lucy"                          | 2:23    |  |
| 5.              | "Já, Já Chega Dezembro"         | 2:55    |  |
| 6.              | "BOB"                           | 4:13    |  |
| 7.              | "Tsar"                          | 2:52    |  |
| 8.              | "Liverpool"                     | 2:07    |  |
| 9.              | "Jhonny Boy"                    | 4:15    |  |
| 10.             | "Ragnarok"                      | 4:08    |  |

- 2020

| Lista de faixas |                                 |         |  |
| N.º             | Título                          | Duração |  |
| 1.              | "Future Love"                   | 3:00    |  |
| 2.              | "Sabbat"                        | 4:00    |  |
| 3.              | "Dragão de Nome Impronunciável" | 4:15    |  |
| 4.              | "Lilith"                        | 3:31    |  |
| 5.              | "Lana"                          | 3:03    |  |
| 6.              | "Cachecol" (ft. Sanza)          | 3:25    |  |
| 7.              | "Assalto ao Banco"              | 5:27    |  |

- 2021

| Lista de faixas |                        |         |  |
| N.º             | Título                 | Duração |  |
| 1.              | "Gato Cerveja"         | 2:41    |  |
| 2.              | "Godzilla Vs Ghidorah" | 3:30    |  |
| 3.              | "A História de Jhonny" | 6:06    |  |
| 4.              | "Julieta"              | 2:37    |  |
| 5.              | "A Canção da Viagem"   | 3:18    |  |
| 6.              | "O Psicopata"          | 3:05    |  |
| 7.              | "Bicho Papão"          | 3:49    |  |

- 2022

| Lista de faixas |                                      |         |  |
| N.º             | Título                               | Duração |  |
| 1.              | "O Limbo do Menino Sem Olhos"        | 2:55    |  |
| 2.              | "O Treco"                            | 4:26    |  |
| 3.              | "Alice"                              | 3:31    |  |
| 4.              | "O Sol e a Lua"                      | 2:43    |  |
| 5.              | "A Sociedade dos Nerds Psicóticos"   | 3:12    |  |
| 6.              | "As Viagens Inimagináveis de Priska" | 3:11    |  |

- 2023

| Lista de faixas |                    |         |  |
| N.º             | Título             | Duração |  |
| 1.              | "6 Balas (Ato II)" | 4:32    |  |
| 2.              | "Oxóssi"           | 2:40    |  |

- 2024

| Lista de faixas |                                 |         |  |
| N.º             | Título                          | Duração |  |
| 1.              | "Sr. Sono"                      | 3:00    |  |
| 2.              | "O Fantasma"                    | 2:37    |  |
| 3.              | "Miguel em Tempos de Violência" | 4:24    |  |
| 4.              | "Charlie e o Cacto Cérebro"     | 2:33    |  |
| 5.              | "História Para Caçadores"       | 1:20    |  |

### Manual do Suicídio Pt. 1 e 2
Manual do Suicídio Pt. 1 e Manual do Suicídio Pt. 2 foram músicas lançadas entre 2017 e 2018, com a primeira parte em Homem Torto, e a segunda como um single. Em algum momento na segunda metade de 2023, ambas foram deletadas do Spotify e tiveram os seus links do YouTube colocados como não listados. No momento da privação das músicas, Manual do Suicídio Pt. 1 estava com 11,063,312 plays no Spotify e 3,347,837 visualizações no YouTube, enquanto Manual do Suicídio Pt. 2 estava com 7,272,529 plays no Spotify e 1,341,157 visualizações no YouTube.
Atualmente a única maneira de se escuta-las é por re-uploads não oficiais.

### VENERIME
Venerime é um projeto paralelo criado por Kamaitachi. 
- "O Pendurado" (2020) [13]

| Lista de faixas |                |         |  |
| N.º             | Título         | Duração |  |
| 1.              | "Leatherface"  | 2:30    |  |
| Duração total:  | Duração total: | 2:30    |  |

- O Sábado de Rafa (2021) [14]

| Lista de faixas |                      |         |  |
| N.º             | Título               | Duração |  |
| 1.              | "Vitamina de Banana" | 2:16    |  |
| 2.              | "Hat Glitch"         | 2:18    |  |
| Duração total:  | Duração total:       | 4:34    |  |

### Participações especiais
- Anti-Herói (com ZéVitor) em 2023.[15]
- Infame (com Supercombo) em 2023.[16]
- Olhos De Botões (com VMZ) em 2022.[17]
- O Calculista - Ao Vivo Quando A Terra Era Redonda (com Supercombo) em 2022.[18]
- Flores Mortas (com Duzz & Rodrigo Zin) em 2021.[19]
- 2022 (com Sanza) em 2021.[20]
- Fogo (com VENVS) em 2021.[21]
- ALQUIMISTA - 70's (com Sos, Sobs, Duzz & Sueth) em 2020.[22]
- Sko Ella (com SóCIRO, Duzz, Carla Sol & Knust) em 2020.[23]
- João e Maria (com KF, Koda & Yonlerô) em 2020.[24]
- Faço Diferente (com EAGLE & Sobral) em 2020.[25]
- Mistério (com Knust) em 2020.[26]
- AntiHype (com EAGLE) em 2020.[27]
- Perfume (com Konai) em 2020.[28]
- Bruxa (com ZéVitor) em 2020.[29]
- Big Bang (com Ecologyk, NOG, Guhhl & Lou Garcia) em 2019.[30]
- FREQUÊNCIA (com Sos & Duzz) em 2019.[31]
- Quit Cat - Acústico (com Duzz) em 2019.[32]